# العلاقات الأوزبكستانية الناميبية
العلاقات الأوزبكستانية الناميبية هي العلاقات الثنائية التي تجمع بين أوزبكستان وناميبيا.

## مقارنة بين البلدين
هذه مقارنة عامة ومرجعية للدولتين:
| وجه المقارنة                                              | أوزبكستان       | ناميبيا      |
| --------------------------------------------------------- | --------------- | ------------ |
| المساحة (كم2)                                             | 448.98 ألف      | 825.62 ألف   |
| عدد السكان (نسمة)                                         | 32.39 مليون     | 2.53 مليون   |
| الكثافة السكانية (ن./كم²)                                 | 72.14           | 3.06         |
| العاصمة                                                   | طشقند           | ويندهوك      |
| اللغة الرسمية                                             | اللغة الأوزبكية | لغة إنجليزية |
| العملة                                                    | سوم أوزبكستاني  | دولار ناميبي |
| الناتج المحلي الإجمالي (بليون دولار)                      | 48.72 مليار     | 13.24 مليار  |
| الناتج المحلي الإجمالي (تعادل القوة الشرائية) بليون دولار | 190.50 مليار    | 25.60 مليار  |
| الناتج المحلي الإجمالي الاسمي للفرد دولار أمريكي          | 2.13 ألف        | 4.67 ألف     |
| الناتج المحلي الإجمالي للفرد دولار أمريكي                 | 5.57 ألف        | 9.96 ألف     |
| مؤشر التنمية البشرية                                      | 0.675           | 0.628        |
| رمز المكالمات الدولي                                      | +998            | +264         |
| رمز الإنترنت                                              | .uz             | .na          |
| المنطقة الزمنية                                           | ت ع م+05:00     | ت ع م+02:00  |

## منظمات دولية مشتركة
يشترك البلدان في عضوية مجموعة من المنظمات الدولية، منها:
| علم المنظمة | اسم المنظمة                        | تاريخ انضمام أوزبكستان | تاريخ انضمام ناميبيا |
| ----------- | ---------------------------------- | ---------------------- | -------------------- |
|             | وكالة ضمان الاستثمار متعدد الأطراف | 4 نوفمبر 1993          | 25 سبتمبر 1990       |
|             | منظمة الشرطة الجنائية الدولية      | ?                      | ?                    |
|             | منظمة حظر الأسلحة الكيميائية       | ?                      | ?                    |
|             | الأمم المتحدة                      | 2 مارس 1992            | 23 أبريل 1990        |
|             | مؤسسة التمويل الدولية              | 30 سبتمبر 1993         | 25 سبتمبر 1990       |
|             | يونسكو                             | 26 أكتوبر 1993         | 2 نوفمبر 1978        |
|             | البنك الدولي للإنشاء والتعمير      | 21 سبتمبر 1992         | 25 سبتمبر 1990       |
|             | الاتحاد البريدي العالمي            | ?                      | ?                    |
|             | الاتحاد الدولي للاتصالات           | 10 يوليو 1992          | 25 يناير 1984        |

## وصلات خارجية
- موقع وزارة الخارجية الأوزبكستانية